# Біккуловська сільська рада (Біжбуляцький район)
Бікку́ловська сільська рада (рос. Биккуловский сельский совет) — муніципальне утворення у складі Біжбуляцького району Башкортостану, Росія. Адміністративний центр — село Біккулово.

## Населення
Населення — 791 особа (2019, 1004 в 2010, 1214 в 2002).

## Склад
До складу поселення входять такі населені пункти:
| Населений пункт | Населення, осіб (2002) | Населення, осіб (2010) |
| --------------- | ---------------------- | ---------------------- |
| Біккулово, село | 291                    | 231                    |
| Дюсяново, село  | 496                    | 413                    |
| Каникаєво, село | 427                    | 360                    |